# HMS Ivanhoe (D16)
«Айвенго» (англ. HMS Ivanhoe (D16) — військовий корабель, ескадрений міноносець типу «I» Королівського військово-морського флоту Великої Британії за часів Другої світової війни.
Ескадрений міноносець «Айвенго» був закладений 12 лютого 1936 року на верфі компанії Yarrow Shipbuilders, у районі Глазго Скотстон. 11 лютого 1937 року він був спущений на воду, а 24 серпня 1937 року увійшов до складу Королівських ВМС Великої Британії.
«Айвенго» проходив службу у складі британських ВМС у довоєнний час та в роки Другої світової війни. Нетривалий час бився на морі, у Північній Атлантиці, біля берегів Європи, супроводжував атлантичні транспортні конвої. Затопив у взаємодії з «Інглфілд», «Інтрепід» та «Ікарус» глибинними бомбами німецький підводний човен U-45. На мінному полі установленому «Айвенго» й «Інтрепід» підірвався та затонув ще один німецький ПЧ U-54, а також німецькі есмінці Z-1 «Леберехт Маасс» і Z3 «Макс Шультц».
1 вересня 1940 року есмінець підірвався на мінному полі поблизу острова Тесел (Нідерланди) та був затоплений есмінцем «Кельвін».
За проявлену мужність та стійкість у боях бойовий корабель нагороджений трьома бойовими відзнаками.